# Any Old Port!

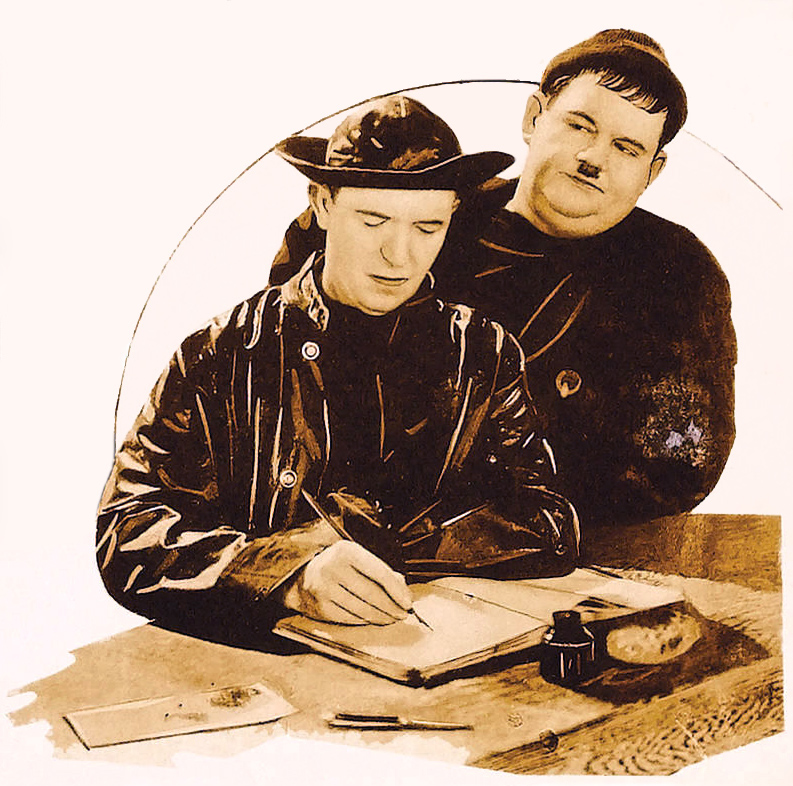
Laurel en Hardy in Any Old Port!

Any Old Port! is een korte film van Laurel en Hardy uit 1932.

## Verhaal
Mugsie Long, bullebak en eigenaar van het obscure pension waar zeelui Laurel en Hardy logeren, wil met een meisje trouwen. Aangezien zij dit niet wil redden Stan en Ollie haar. Ze moeten nu wel het pension halsoverkop verlaten en zitten zonder geld. Een oude makker van Ollie biedt hen $ 50 als ze aan een bokswedstrijd meedoen. Stan moet vechten en treft.......Mugsie Long als tegenstander in de ring. Toch wint hij omdat Mugsie zichzelf K.O. slaat, tot grote ergernis van Ollie die zojuist heeft gewed dat Stan zou verliezen.

## Rolverdeling
| Acteur        | Personage |
| ------------- | --------- |
| Stan Laurel   |           |
| Oliver Hardy  |           |
| Walter Long   |           |
| Julie Bishop  |           |
| Harry Bernard |           |
| Bobby Burns   |           |
| Sam Lufkin    |           |
| Dick Gilbert  |           |
| Charlie Hall  |           |